# Gare d'eau d'Ivry
Gare d'eau d'Ivry (doslovně vodní stanice Ivry) byl nedokončený projekt říčního přístavu navržený Ludvíkem XV. pro lodě přijíždějící do Paříže po Seině. Tato stanice dala název pařížské čtvrti Gare.

## Situace
Začátek vodního kanálu do přístavu Ivry se měl nacházet přibližně v místě lávky Simone-de-Beauvoir, výstupní kanál na rue Fulton a půlkruhová nádrž by klesala do rue Louise-Weiss.

## Historie
Myšlenka vytvořit místo, kde by mohly lodě s dlouhodobým pobytem bezpečně zůstat a vyložit nebo nalodit zboží, byla zvažována mnoho let. V roce 1753 byl předložen první projekt. Tento přístav, který se měl nacházet v prostoru dnešního Place Valhubert, však zůstal bez pokračování.
Později Joseph Louis Etienne Cordier navrhl stavbu kanálu z Marny do Seiny a ze Seiny do Seiny na levém břehu s doky v rovině Ivry.
V roce 1762 předložil Pierre-Louis Moreau-Desproux projekt nádrže, která měla v zimě pojmout až 450 nákladních lodí, chráněných před ledem u Ivry. Stavba byla zahájena v květnu 1764, poté, co ji schválil prévôt des marchands Jean-Baptiste de Pontcarré de Viarmes a konšelé města Paříže podle královského patentu z 25. listopadu 1762. O tři roky později však bylo dílo opuštěno.

## Popis
Přístav měl půlkruhový tvar, měl být 270 sáhů dlouhý a 108 široký s plochou asi 28 000 čtverečních sáhů s nejnižší hloubkou 5 stop. Nádrž měla být schopna pojmout 450 velkých lodí a umožnit usídlení více obchodních podniků. Dva kanály, každý o šířce 8 sáhů spojovaly přístav se Seinou. Jeden sloužil jako vjezd a druhý jako výstup. Přes každý vedl kamenný most s jedním obloukem. Vodní dílo bylo odděleno od řeky hrází o šířce 6 sáhů a 4 sázích vysoko nad nejnižšími vodami, která měla uprostřed dlážděnou cestu o šířce 4 sáhy vedoucí na každém konci k mostům. Na straně vody byl mírný svažitý břeh široký 8 sáhů postavený z kamene a doplněný schodišti. Nádrž byla ohraničena podobnou hrází. Stavba byla doplněna domy vrátného, kanceláře, strážnicí apod.